# Миланский диалект западноломбардского языка
Миланский диалект западноломбардского языка (Milanes, Milanées, Meneghin, Meneghìn) — центральная разновидность западноломбардского языка, употребляемая в городе провинции Милан. Миланский, как и все прочие диалекты, не имеет официального статуса.